# Keith Swagerty
Keith Micheal Swagerty (San Jose, 30 ottobre 1945) è un ex cestista statunitense, professionista nella ABA.

## Carriera
Venne selezionato dai New York Knicks al quarto giro del Draft NBA 1967 (36ª scelta assoluta).